# Hugo Weisgall
Hugo David Weisgall (13 octobre 1912, Ivančice – 11 mars 1997, New York) est un compositeur et chef d'orchestre américain, reconnu principalement pour ses opéras et ses compositions pour musiques vocales.

## Quelques opéras
- The Stronger (1952), d'après une pièce d'August Strindberg
- Six Characters in Search of an Author (1953-1956), d'après une pièce de Luigi Pirandello
- Purgatory (1958), d'après une pièce de William Butler Yeats

## Source
- (en) Cet article est partiellement ou en totalité issu de l’article de Wikipédia en anglais intitulé « Hugo Weisgall » (voir la liste des auteurs).